# Tamara Stěpanovna Rybakovová
Tamara Stěpanovna Rybakovová byla ukrajinská partyzánka a radistka, členka oddílu Vpřed operujícího ve Svratce a okolí za druhé světové války. Měla hodnost nadporučice.

## Působení v partyzánském oddílu Vpřed
Tamara S. Rybakovová měla krycí jméno Tamara Rogová. V oddíle působila na pozici radistky. V noci z 26. na 27.3.1945 s dalšími partyzány z oddílu Vpřed seskočila v oblasti Moravské Svratky. Vedoucím oddílu byl Nikolaj Jemeljanovič Melničuk, krycím jménem Orel. O seskoku partyzánů se dozvěděla místní posádka gestapa a svratecký oddíl Jagdkommanda sestavený z 38 mužů a 30 psů ve dnech 5.-7. dubna prohledával Svratku a okolí a pátral po partyzánech ukrytých u místních obyvatel, prokazujících velkou statečnost vzhledem k osudu nedaleké obce Ležáky. Tamara Rybakovová se v prvních dnech po seskoku a během pátrací akce "pejskařů" , jak bylo Jagdkomando také nazývané, ukrývala s několika dalšími muži z oddílu i s vysílačkou přezdívanou Tamara v domě Jaroslava Preislera, který stojí 50 metrů od bývalé měšťanské školy, v níž sídlila právě posádka gestapa. Jedním z dalších jejích úkolů, ke kterým existují písemné podklady, bylo starat se o raněné po přesunu skupiny do terénu v okolí Svratky.

## Čestná občanka města Svratka
Tamara S. Rybakovová a někteří další členové partyzánské skupiny Vpřed – jmenovitě Anatolij Polikarpovič Chmel z Moskvy, Pavel Osipovič Jonikov z Petrohradu, Michail Jakovlevič Ignatěnko z Černigovské oblasti, Vladimir Fjodorovič Jacuk z Ostrogu, Anatolij Valerijevič Kurjato z Kyjeva, Pavel Valerijevič Kurjato z Kyjeva a Alexandr Pavlovič Bykov z Oděsy byli jmenováni 19.3.1965 čestnými občany města Svratky.